# Zonitomorpha antennalis
Zonitomorpha antennalis là một loài bọ cánh cứng trong họ Meloidae. Loài này được Wellman miêu tả khoa học năm 1908.